# 麥金尼斯峰
84°32′S 177°52′W / 84.533°S 177.867°W
麥金尼斯峰（英語：McGinnis Peak），是南極洲的山峰，位於杜費克海岸，處於羅斯冰架附近，海拔高度1,270米，由美國研究隊發現，現時由南極條約體系管理。